# Touch Me I'm Sick
«Touch Me I'm Sick» es una canción de la banda estadounidense de grunge Mudhoney, grabada en marzo de 1988 en el estudio Reciprocal Recording, en Seattle, con Jack Endino como productor. La canción fue lanzada como el sencillo debut de Mudhoney en la discográfica independiente Sub Pop con el número de catálogo SP18 el 1 de agosto de 1988. Las letras de la música, marcadas por una dosis de humor negro, son una visión sarcástica de cuestiones tales como la enfermedad y el sexo violento.
Cuando fue lanzando, «Touch Me I'M Sick» fue un éxito en el circuito indie y la canción sigue siendo la más conocida de la banda. Su sonido es considerado «sucio» ya que está formado por guitarras distorsionadas y borrosas, voces roncas, líneas de bajo y batería energética, inspirando a muchos músicos locales y ayudando a desarrollar la escena grunge de Seattle. De acuerdo con All Music Guide, «la energía de la canción la ha convertido instantáneamente en un himno que ahora permanece como uno de los clásicos eternos [del grunge]».

## Orígenes y grabación
Según el vocalista Mark Arm, «Touch Me I'm Sick» se originó de la discusión con el propietario de Sub Pop, Bruce Pavitt, «[Pavitt] dice: '!Ey¡, cantas acerca de los perros. Cantas sobre estar enfermo. Tú tienes un estilo, y yo te llevaré a la cima. Básicamente, nos dio cinco acordes, y según él, no debemos usar más de tres en la canción». Arm también arguyó que «Touch Me I'm Sick» era un eslogan en torno al cual la banda construyó una canción.
Mudhoney grabó la canción en el estudio Reciprocal Recording, en Seattle, en marzo de 1988, tres meses después de la formación de la banda, con Jack Endino como productor, que estaba sorprendido por lo ruidosas que las sesiones fueron y por lo sucio que la banda quería que las guitarras sonasen; «durante la mayor parte del tiempo, me mantuve un paso atrás y dejé que ellos lo hicieran». El guitarrista Steve Turner dice que el grupo seleccionó dos de sus canciones más «grunge» para el sencillo. Prácticamente «Sweet Young Thing Ain't Sweet No More» Lado A del sencillo y «Touch Me I'm Sick» el Lado B, antes de que —en palabras del baterista Dan Peters— «todo fuera desordenado».

## Música y letra
«Touch Me I'm Sick» posee una estructura garage punk con simples y repetitivos riffs en power chord tocados en un tempo rápido. Éste estaba acompañado por una línea de bajo directa y una batería frenética. El sonido «sucio» de la canción fue producido usando un pedal de efectos Electro-Harmonix Big Muff, aumentado por una segunda guitarra que generaba aún más distorsión, lo que el escritor Brian J. Barr describe como «el sonido equivalente al de un peine amplificado raspando la pared».
Los críticos notaron una influencia de The Stooges en «Touch Me I'm Sick», algo muy típico en la música de Mudhoney. Turner afirmó que «en efecto, es «Happenings Ten Years Time Ago» de The Yardbirds como «Sick of You» de The Stooges. En su momento yo intentaba hacer el mismo sonido de la guitarra de «Rhythm and blues» de The Nights and Days». La canción también es una reminiscencia de hardcore punk de Black Flag. En su libro, Loser: The Real Seattle Music Story, Clark Humphrey argumenta quela música es copia de «The Witch» de The Sonics. La banda descartó esa acusación, cuestionando el conocimiento del autor sobre el tema de la música.
Las letras de Arm, según el crítico Steve Huey, son una muestra de «la enfermedad, auto-desprecio, la ansiedad y el sexo sucio». En un trabajo llamado «Touch Me I'm Sick»: Contagion as Critique in Punk and Performance Art, Catherine J. Creswell sugiere que las letras se refieren al sida. De acuerdo con Creswell, «Al declarar «Well, I'm diseased and I don't mind» y cambiando el coro final para «Fuck Me, I'm Sick!» el autor declara que el posee el virus, «portador de sida», «contaminante» de la fantasía contmporánea. Creswell, también argumenta que la canción es una parodia del tema de la seducción en la música rock contemporánea, indicando que las letras se refieren a impotencia sexual («If you don't come, if you don't come, if you don't come, you'll die alone!») y forzamiento o posesión violenta («I'll make you love me till the day you die!»). Sin embargo, Arm dice que no pensó mucho en el significado de las letras ni en su desempeño al momento de tocarla en los conciertos, las modificaba para entretenerse.
Otra característica destacada de «Touch Me I'm Sick» es la voz de Arm, la cual Huey califica como un «grito histérico», y «gruñidos o aullidos demoníacos». El periodista Joe Ehrbar dice que la canción comienza con un «eructo» de Arm, antes de cantar con un «aullido nasal». Creswell considera la voz de Arm como «exagerada» ya que se burla de una gran variedad de estereotipos del rock: el gruñido punk, el «ligado mareado» del hard rock, los «yea-ahs» del garage rock, los lamentos estilo R&B y un «temblor de Jerry Lee Lewis».

## Lanzamiento y recepción
«Touch Me I'm Sick» fue lanzado el 1 de agosto de 1988 como disco de vinilo y fue el sencillo debut de Mudhoney. Inicialmente, Sub Pop lanzó 800 copias en vinilo marrón-café, 200 copias en vinilo negro y algunas más en vinilo colorido, cuyos números de versión limitada fueron inspirados por otro sello independiente, Amphetamine Reptile. Los dueños de Sub Pop, Bruce Pavitt y Jonathan Poneman, argumentaron que la oferta limitada aumentaría la demanda, y que utilizaron diferentes colores en el vinilo con el fin de e utilizaram diferentes cores de vinil a fin de racionar más ediciones limitadas y ampliar la atracción del sencillo como un ítem de colección. El disco, contenido en una bolsa de papel blanco sin una cubierta, tenía una inscripción en el Lado A: «¿Qué significa la palabra 'crack' para ti?». El Lado B mostró la figura del privado que más tarde se convirtió en el arte de la cubierta de la segunda edición del sencillo.
Según Pavitt, «era apenas una edición limitada, quizá 800 copias, pero la gente de los Estados Unidos comenzó a delirar con respecto a eso. Gente que realmente respetábamos». El sencillo fue un éxito en Seattle, y «Touch Me I'm Sick» se volvió la canción más conocida de Mudhoney. Cuando preguntaron en una entrevista sobre los números de ventas del sencillo, Turner respondió, "La primera [edición vendió] 1.000, después 3.000 de la re-edición, que se agotó por un tiempo; posteriormente se lanzaron 2.000 más que ya se fueron". El éxito del sencillo le llegó a la banda de sorpresa; Arm inicialmentehabía odiado la canción pues "el Lado B fue hecho a prisa".«Touch Me I'm Sick» y el Lado B «Sweet Young Thing Ain't Sweet No More» posteriormente fueron incluidos en las compilaciones de la banda, Superfuzz Bigmuff Plus Early Singles (1990) y March to Fuzz (2000).

### Regrabación de Sonic Youth
Antes del lanzamiento del sencillo «Touch Me I'm Sick», Pavitt envió una cinta con cinco canciones de Mudhoney a las opiniones de los miembros de la banda de rock alternativo de Nueva York, Sonic Youth. Sonic Youth inmediatamente propuso un álbum split donde cada banda debería de hacer un cover de la otra. Sonic Youth regrabó «Touch Me I'm Sick» mientras Mudhoney realizaba lo mismo con «Halloween», de Sonic Youth. «Touch Me I'm Sick/Halloween» fue lanzado en una edición limitada en vinil de 7 pulgadas por Sub Pop en diciembre de 1988. La cubierta fue incluida en la edición de lujo de Daydream Nation (2007), y ofreció una perspectiva muy feminista de la canción con el bajista Kim Gordon a cargo de la voz.

## Legado
Siguiendo el éxito de «Touch Me I'm Sick» en el área de Seattle, la Sub Pop posicionó a Mudhoney como el buque insignia de artistas y se comprometió a promocionar al grupo. Los primeiros materiales de la banda recibieron una buena radiodifusión e influenciaron a muchas bandas locales, incluyendo a Kurt Cobain de Nirvana. En pocos años, muchas bandas del género grunge en Seattle firmaron con los sellos discográficos más importartes y alcanzaron el mainstream, consiguiendo, así, gran popularidad. A pesar de que Mudhoney nunca tuvo este nivel de aceptación en el mainstream, según Mark Deming de All Music Guide «el éxito [de la banda] en la escena indie creó el camino para el movimiento que iría (brevemente) hacer de Seattle, WA, la nueva capital mundial del rock & roll».
Desde su lanzamiento, «Touch Me I'm Sick» adquirió la condición de un clásico dentro del género grunge. Escribiendo para el All Music Guide, Steve Huey describió la canción como el «himno grunge oficial», y escribió que «fue una prueba crucial y muy influida en la evolución del movimiento grunge, prácticamente la definición del propio término». Para su exhibición de rock en el noreste de los Estados Unidos, Rock and Roll Hall of Fame pidió el papel principal con la letra de la canción. Una vez allí —Arm consideró brevemente hacer una redacción de falsa de la letra, arrugando el papel y luego quemando los bordes.
«Touch Me I'm Sick» permaneció como la canción más popular de Mudhoney. Joe Ehrbar la llamó como «la canción por la cual la mayoría nos conocía [la banda]». 

### Distinciones
| Año  | Publicación/ autor | País           | Distinción                                                  | Lugar |
| ---- | ------------------ | -------------- | ----------------------------------------------------------- | ----- |
| 2002 | NME                | Reino Unido    | Los 100 mejores sencillos de todos los tiempos.             | 99    |
| 2004 | Kerrang!           | Reino Unido    | 666 canciones que debes tener (Grunge).                     | 5     |
| 2005 | Blender            | Estados Unidos | Las 500 grandes canciones desde que tú naciste (1981–2005). | 396   |
| 2006 | Toby Creswell      | Australia      | 1001 canciones: Las mejores canciones de todos los tiempos. | *     |

* denota una lista desordenada

## Temas
Sencillo en vinil 7" (SP18)
Ambas canciones son acreditadas a Mark Arm, Steve Turner, Dan Peters y Matt Lukin.
1. «Touch Me I'm Sick» – 2:23
2. «Sweet Young Thing Ain't Sweet No More» – 3:35